# Turbidit

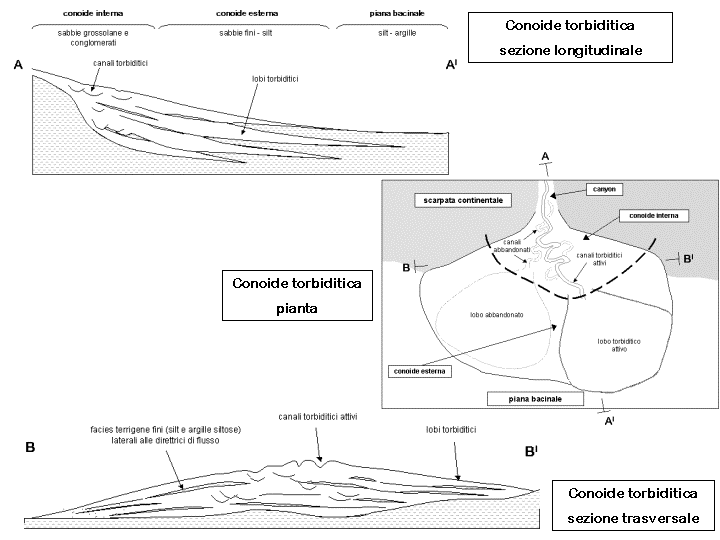
I. Podélný řez tělesem turbiditním proudem
II. Pohled shora na turbiditní vějíř
III. Příčný řez několika vějíři na sobě

Turbidit je sled usazených hornin, který vznikl působením opakujících se turbiditních proudů, tedy podmořských sesuvů, které nesly suspenzi klastických sedimentů.
Protože se největší částice nesené proudem usadí nejdříve a nejmenší a nejlehčí naopak nakonec, jsou turbidity tvořeny typickou sekvencí gradačního zvrstvení sedimentů s hrubozrnnými naspodu a jemnozrnnými částicemi ve svrchní části. Turbidity jsou nejběžnější pro klastické sedimenty, ale nevznikají výhradně v nich, známy jsou například i z karbonátových hornin (tzv. kalciturbidity).
Termín jako první použil nizozemský geolog P. H. Kuenen v roce 1957. Popis sledu turbiditů popsal ve své práci roce 1962 Arnold Bouma. Pro sled vrstev typický pro turbidity se vžilo označení Boumova sekvence. Později se ukázalo, že daná sekvence ve skutečnosti platí jen pro střednězrnné turbidity a byly vyčleněny i jiné typy sekvencí jako například Loweho (1982) a jiné.
Megaturbidity jsou zvláštním případem turbiditů, představují mnoho metrů mocné sedimenty turbiditních proudů uložené při katastrofických událostech jako byl kolaps šelfu kontinentu. Někdy mohou mít obdobný charakter i sedimenty, které sklouzly do pánve menších rozměrů, ve níž se nemohly šířit do stran.

## Turbiditní sekvence
Výskyt opakujících se vrstev slepenců, pískovců a jílovců v hlubinných sedimentech byl dlouho pro geology nejasný. Střídání hlubinných jílovců, případně břidlic se slepenci a pískovci, které byly prokazatelně mělkovodního původu se vysvětloval různě. Nejčastěji jako výkyvy výšky vodní hladiny.
Arnold H. Bouma, který studoval hlubokovodní sedimenty, vysvětlil zjemňování velikosti zrn klastických sedimentů od slepenců ve spodní části sekvence, přes pískovce, prachovce až po jílovce, tak že tuto zákonitou posloupnost spojil s jednorázovým působením turbiditního proudu, který smyl sedimenty šelfu na svah a do hlubších částí oceánu. Jeden proud tedy všeobecně představuje jednu sekvenci rozdělenou v ideálním případě na 5 intervalů (A až D). Proudy obvykle leží nad sebou a představují mnohokrát se opakující sledy těchto sekvencí nebo jejich částí.

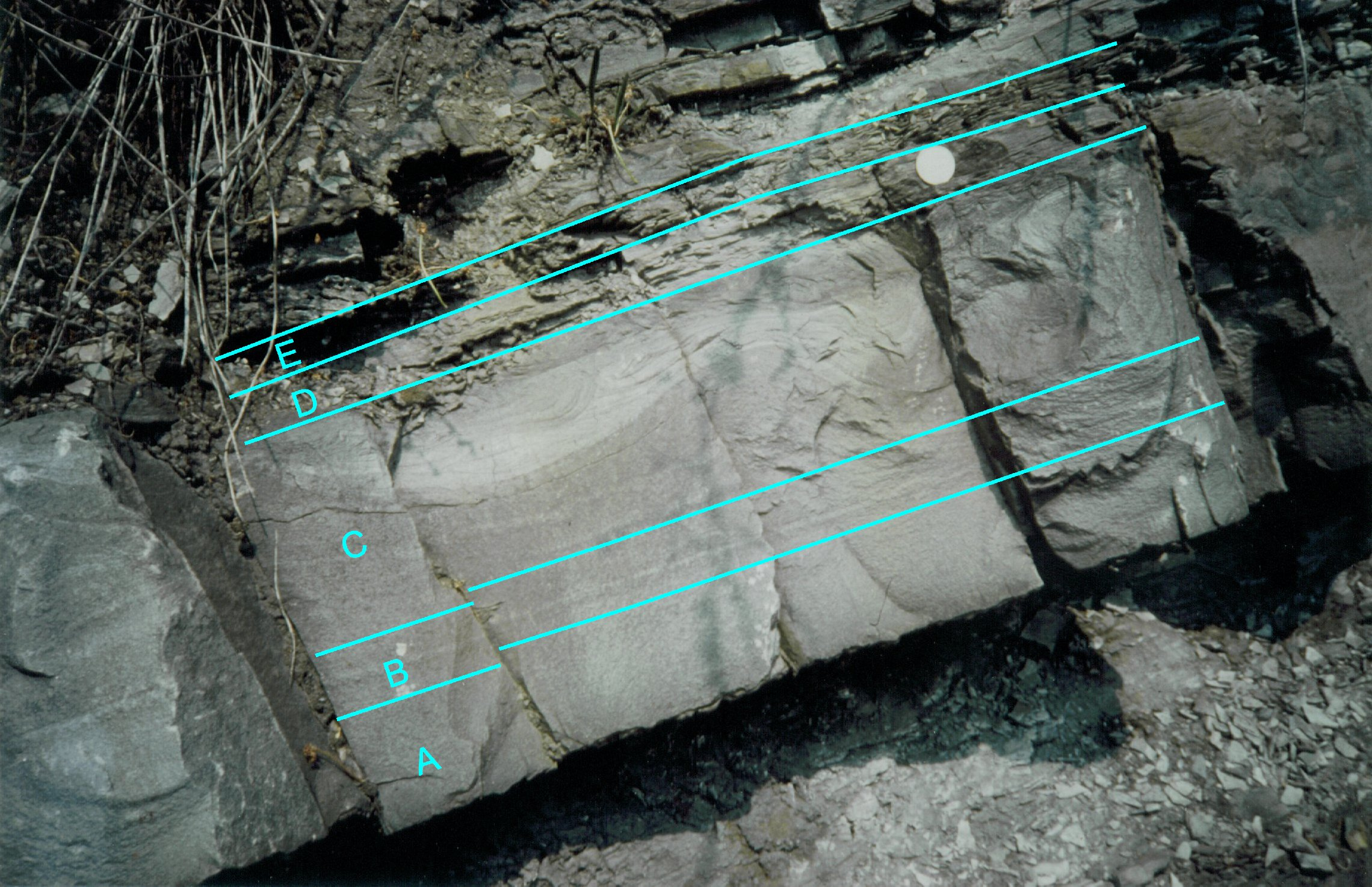
Kompletní Boumova sekvence v devonských pískovcích (Becke-Oese, Německo)

Začíná se erozním kontaktem, kdy síla proudu nedovoluje sedimentaci ale naopak na své cestě do nižších částí pánve eroduje podložní nezpevněný sediment. Nad erozivním kontaktem se nachází interval postupně zesilujícího sedimentu představujícího nejprve štěrk v písečné základní hmotě, který přechází do masivních většinou hrubozrnných pískovců. Ten je označován jako masivní, paralelně zvrstvený interval Ta. Jde o nejtěžší částice, které z nesené suspenze vypadly jako první. Nad ním se nachází interval střednězrnného rovnoběžně zvrstveného pískovce – tzv. paralelně zvrstvený interval Tb. Přechod mezi intervaly je postupný. Následně, při zpomalení proudu dochází k usazování šikmo zvrstveného pískovce, nejčastěji s čeřinami. Přítomné konvolutní zvrstvení je důsledkem postsedimentární deformace. Interval se označuje jako Tc. Po vypadnutí těžších zrn delší dobu sedimentuje interval laminovaného prachu až jílu, tvořícího nejdéle se pohybující část turbiditního proudu. Označuje se jako Td. Závěrečnou část sekvence tvoří kalový horizont jílu bez makroskopických textur. Tento pelitový (částice do velikosti pod 0,002 mm) interval je označován Te. Sekvenci může ukončit interval hemipelagických jílovců, které se usazovaly na mořském dně v době klidu. Vzhledem k pomalé míře sedimentace v hlubinných oblastech tento interval představuje delší dobu, jeho tloušťka je však ve srovnání s turbidity menší.
Turbiditní sekvence může být mocná několik decimetrů až 1–2 metry.
Ne vždy musí být v turbiditním proudu vyvinut celý sled intervalů. Mladší proudy totiž mohou erodovat svrchní část podložního proudu. Sekvence se rovněž liší svou tloušťkou vzhledem ke svému postavení v rámci tělesa sesuvu. Sekvence představující sedimenty z blízkosti centra proudu (proximálně) mají převahu hrubozrnného materiálu, zatímco sekvence z okrajové části jsou tvořeny hlavně jemnozrnným jílem a břidlicemi.

## Vznik
Turbidity vznikají usazováním z hustých proudů. Při sedimentaci v řekách, ukládá proud vody částice v důsledku zvyšování tření (tzv. trakční proudy), kde hlavním činitelem je rychlost proudu. U turbiditních proudů (hustých proudů) hraje významnou roli i nasycení proudu suspenzí, které je vyvoláno zvířením kapaliny. Takový proud může nabýt hustotu řídké kaše. Menší rozdíl hustoty kapaliny a materiálu má za následek, že takový proud může nést mnohem těžší částice.
Takové podmínky mohou nastat nejen v mořském prostředí, kde jsou turbidity nejčastěji. Podobným mechanismem se řídí i lahary, bahnotoky a pyroklastické proudy, které v určitém stadiu zanechávají sedimenty podobné turbiditům. Turbiditům jsou podobné mnohé další podmořské sesuvy a události jako jsou například tempestity, projevy ničivých bouří, které se však nikdy na rozdíl od turbiditů neopakují ve vrstevnatém sledu.
Fluxoturbidit (jiné názvy jsou proximální turbidit, megaturbidit, seismoturbidit, vysokohustotní turbidit) je hrubozrnný druh turbiditu. Velmi často se nejedná o skutečné uloženiny turbiditních proudů ale o výsledky podmořských sesuvů, úlomkotoků a bahnotoků, takže tento termín není zcela nejvhodnější. Tyto hrubozrnné turbidity většinou nemají dobře vyvinuté gradační zvrstvení. Sedimentují blíže ke zdroji, blízko podmořských kaňonů nebo velmi často přímo v nich.

### Tektonická pozice

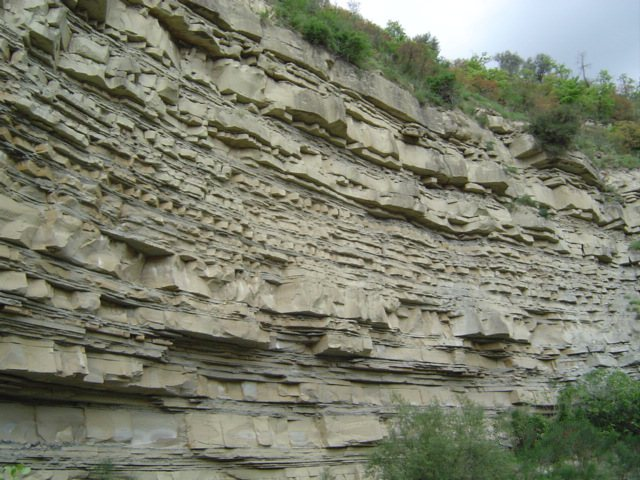
Gorgoglionský flyš miocenního stáří (jižní Itálie

Horniny turbiditních proudů umožňují na základě svého výskytu předpokládat blízkost výše položené zdrojové oblasti, kde se delší dobu mohly akumulovat sedimenty, které byly později turbiditními proudy přemístěny do nižší části sedimentační pánve. Směry jejich proudění lze měřit. Úlomky, které proudy nesly, totiž na mnoha místech poškrábaly dno a odlitky výplně těchto rýh lze nalézt na spodní straně pískových lavic. Tyto sedimentární textury se označují jako hieroglyfy.
V jezerech mohou být sedimenty turbiditové povahy významným důkazem opakování sesuvů a zemětřesení, které je způsobily. Jejich datace v kvartérních sedimentech je možné pomocí stratigrafických metod počítáním varvitových vrstev.

## Ekonomický význam
Turbiditní proudy flyšových pásem tethydní oblasti jsou známy výskytem ložisek stratiformních rud cínu (scheelit), ale i pelosideritů, která jsou vázána na exhalační ložiska. V Alpách se takové ložisko nachází u Erzbergu, pelosiderity jsou známy z oblasti Českého Těšína a Nového Jičína. V jednom z největších současných dolů na cín ve Felbertalu, se těží mineralizace tohoto typu.
Litifikované akumulace turbiditů mohou být vhodnými pastmi na uhlovodíky jako je ropa a zemní plyn. Turbiditní sedimenty často tvoří výplň předobloukových pánví. Známy jsou jejich výskyty v Apeninách, Pyrenejích, Západních Alpách i Karpatech. Menší výskyty ropy vázané na turbidity jsou známy i ze Slovenska, zejména z okolí Korni na Kysuci, nebo z okolí Bradlového pásma na východním Slovensku. V ČR se tyto akumulace vyskytují na bázi neogenních sedimentů čelní předhlubně v oblasti Ždánického lesa, Kostelan a Dolních Dunajovic.